# Ritratto di Guglielmo II di Nassau-Orange e la principessa Maria
Il dipinto, uno degli ultimi eseguiti da van Dyck, rappresenta Guglielmo, giovane principe di Orange figlio dello Statolder d'Olanda Federico Enrico d'Orange con Maria Enrichetta Stuart, figlia del re d'Inghilterra Carlo I. Commissionato dai genitori del principe, il dipinto immortala i giovani sposi, convolati a nozze il 12 maggio 1641 a Londra. Guglielmo, quindicenne, veste un abito arancione e tiene la mano della principessa, di nove anni, che veste un abito bianco ricamato. Maria era già stata ritratta numerose volte da van Dyck, assieme ai genitori ed ai fratelli.